# Elphinstonia transcaspica
Elphinstonia transcaspica är en fjärilsart som först beskrevs av Otto Staudinger 1892.  Elphinstonia transcaspica ingår i släktet Elphinstonia och familjen vitfjärilar. Inga underarter finns listade i Catalogue of Life.